# Reichserbhofgesetz

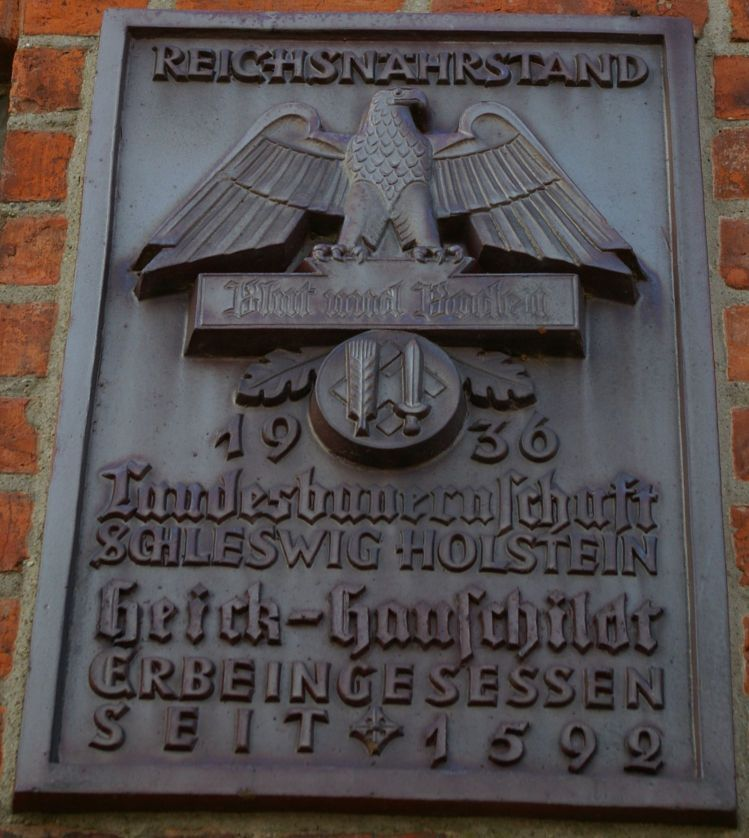
Kennzeichnung eines Gehöftes als „Erbhof“

Das Reichserbhofgesetz für das Dritte Reich wurde am 29. September 1933, zwei Tage vor dem ersten Reichserntedankfest, von der nationalsozialistischen Regierung erlassen. Es diente laut Hermann Göring dazu, die Höfe vor „Überschuldung und Zersplitterung im Erbgang zu schützen“, und war zugleich Ausdruck der nationalsozialistischen Blut-und-Boden-Ideologie. Zugleich wollten seine Initiatoren das altgermanische Odal wiedererstehen lassen.
Das Reichserbhofgesetz war das erste Gesetz des NS-Regimes, das den aus der völkischen Rasse-Ideologie stammenden Begriff des „jüdischen Blutes“ verwandte und damit in das NS-Recht einführte.

## Über 689.000 Erbhöfe
Das Erbhoffeststellungsverfahren war 1939 abgeschlossen. Die Erbhöfe wurden von Amts wegen in die Erbhöferolle eingetragen. Von den 3.198.563 land- und forstwirtschaftlichen Betrieben waren 689.625 Erbhöfe. Das war jeder fünfte Hof (21,56 %). Die Erbhöfe umfassten 38 Prozent der gesamten land- und forstwirtschaftlichen Betriebsfläche des Reichs. Für den Erbhof galt zwangsweise das Anerbenrecht, unabhängig davon, ob er in einem Anerben- oder Realteilungsgebiet lag. Der Boden wurde „unveräußerliches Gut“ und bekam dadurch den Charakter einer res extra commercium. Diese Neuordnung ging auf Vorstellungen des 19. Jahrhunderts zurück, dass der bäuerliche Grundbesitz aus dem „kapitalistischen Markt“ herausgelöst werden müsse.
Mit diesen Vorstellungen war eine mythisierende Definition des Bauern als „Lebensquell der Nordischen Rasse“ verbunden, wie es der führende nationalsozialistische Agrarideologe und Minister für Landwirtschaft und Ernährung Walther Darré schon 1928 formuliert hatte.
Das Reichserbhofgesetz stellt einen zentralen Teil der antisemitischen NS-Politik dar. Es sei „nicht nur ein Gesetz des Bauerntums, sondern ein Gesetz für unser gesamtes Volkstum“, hieß es 1933/1935 im parteioffiziellen „Handbuch des gesamten Erbhofrechts“. Dessen Autor, der Hammer Rechtsanwalt Otto Baumecker, betonte den „bevölkerungspolitischen Grundsatz“ des Reichserbhofgesetzes, nämlich „die Ausscheidung aller dem deutschen Volk wesensfremden Elemente“.

## Der Erbhof
Ein Erbhof sollte laut dem Gesetz mindestens die Größe einer Ackernahrung besitzen (§ 2) und höchstens 125 Hektar groß sein (§ 3). In Ausführungsverordnungen zum Gesetz wurde die Mindestgröße mit 7½ Hektar angesetzt. Der Erbhofeigentümer wurde per Gesetz als Bauer, alle anderen als Landwirte bezeichnet (§ 11). Paragraph 13 besagte: „[…] Bauer kann nur sein, wer deutschen oder stammesgleichen Blutes ist. Deutschen oder stammesgleichen Blutes ist nicht, wer unter seinen Vorfahren väterlicher- oder mütterlicherseits jüdisches oder farbiges Blut hat […]“ Als stammesgleiches Blut galten nach einem Kommentar von Wilhelm Saure jedoch Romanen oder Slawen. Während diese Bestimmung der Ausgrenzung „nicht-arischer“ Bevölkerungsgruppen diente, bestimmten die Vorschriften, dass der Hofbesitzer „bauernfähig“ und „ehrbar“ sein musste, einem Inhaber bei Geisteskrankheit, Geistesschwäche, Trunksucht oder Verschwendung die Wirtschaftsfähigkeit abgesprochen und ein „Abmeierungsverfahren“ eingeleitet wurde.

## Verfügungsverbot und Anerbenordnung

Die Anerbeordnung

Das Gesetz stützte sich rechtshistorisch stark auf das alte kurhannoversche Meierrecht. Wie dieses hatte es eine zwiespältige Folge. Die im Reichserbhofgesetz verfügte Unveräußerbarkeit des landwirtschaftlichen Bodens, das Verbot von Belastung und Zwangsvollstreckung bewahrte zwar viele Höfe vor der Zwangsversteigerung, schloss aber die Bauern vom Zugang zu Krediten aus. Daher wurden bald nach dem Inkrafttreten des Gesetzes spezielle Anerbengerichte einberufen, die in manchen Fällen den Hof doch als Kreditsicherheit zuließen. Die Unveräußerbarkeit des Bodens erzeugte eine weit verbreitete Unzufriedenheit, weil die Bauern nicht mehr als Eigentümer über ihre Höfe verfügen konnten, sondern als Verwalter fungierten. Zudem wurden die noch verfügbaren landwirtschaftlichen Flächen verknappt und verteuert, was die Aufstiegsmöglichkeiten von Landarbeitern verhinderte. Bauernkindern, die wegen der Anerbenbestimmung vom Hof weichen mussten, wurde es dadurch erheblich erschwert, eigene Höfe zu erwerben. Die starre Erbfolgeordnung des Gesetzes bevorzugte die männliche Sippe. Erst nachdem das Gesetz mehrmals zur Besänftigung der Bauern abgeändert worden war, wurde es vom Großteil der Bauern akzeptiert, ab 1943 konnten zum Beispiel Frauen den Status einer Erbhofbäuerin erlangen.
Den Nicht-Anerben wurde eine äußerst dürftige Rechtsposition zugestanden. Sie hatten Anspruch auf Erziehung und Unterhalt bis zur Volljährigkeit und eine Ausstattung bei Verselbständigung oder Verheiratung sowie auf Heimatzuflucht bei unverschuldeter Not. Das Recht auf Abfindung dagegen entfiel ersatzlos, um den Hof nicht mit deren Finanzierung zu belasten. Der Jurist Kahn-Freund erkannte darin in Anlehnung an den Ökonomen Max Sering die Bestrebung zur systematischen Proletarisierung eines Teils der Landbevölkerung, die dadurch als Personalreserve zur Kolonisierung der Ostgebiete (Drang nach Osten) verfügbar würde.

## Änderungen
Spätere Änderungen und Ergänzungen des auch rechtstechnisch defizitären Reichserbhofgesetzes erfolgten vor allem durch die Erbhofrechtsverordnung (EHRV) von 1936 und die Erbhoffortbildungsverordnung (EHFV) von 1943. Das Verfahrensrecht ergab sich vornehmlich aus der Erbhofverfahrensordnung (EHVfO) von 1936.
1947 wurden das Erbhofrecht vom Alliierten Kontrollrat mit dem Kontrollratsgesetz Nr. 45 in Deutschland aufgehoben. Für die britische Besatzungszone wurde stattdessen die Höfeordnung erlassen.

## Österreich
Nach dem „Anschluss Österreichs“ traten am 27. Juli 1938 mit der Verordnung über die Einführung des Erbhofrechts im Lande Österreich die Vorschriften des Erbhofrechts auch in Österreich in Kraft. Die Aufhebung des Erbhofrechts erfolgte für den Bereich der Republik Österreich durch Gesetz der Provisorischen Staatsregierung vom 19. September 1945.

## Anerbenbehörden
Anerbenbehörden waren die Anerbengerichte bei den Amtsgerichten, die Erbhofgerichte bei den Oberlandesgerichten und das Reichserbhofgericht (REHG) beim Reichsministerium für Ernährung und Landwirtschaft. Bei den Gerichten wirkten bäuerliche Laienrichter mit. Die Erbhöferolle wurde bei den Anerbengerichten geführt.